# Hermann von Helmholtz
Hermann Ludwig Ferdinand von Helmholtz (n. 31 august 1821, Potsdam, Regatul Prusiei – d. 8 septembrie 1894, Charlottenburg⁠(d), Regatul Prusiei, Imperiul German) a fost un medic și fizician german. În cuvintele Enciclopediei Britannica din 1911, "viața sa a fost de la început până la sfârșit dedicată științei, și el trebuie considerat unul din cei mai de seamă intelectuali ai secolului al XIX-lea."

## Contribuții științifice
Helmholtz a adus contribuții importante în mai multe domenii științifice. În fiziologie și psihofiziologie, este cunoscut pentru matematica ochiului, cercetările și teoria despre vederea cromatică, ideile privind percepția spațiului și senzația acustică a tonalității, percepția sunetului, viteza propagării influxului nervos și empirism.
În fizică, este cunoscut pentru teoriile lui privind conservarea energiei, teoria potențialelor termodinamice, teoria mișcării turbionare a fluidelor, lucrările din electromagnetism, termodinamică chimică, și asupra fundamentării teoretice a termodinamicii.
Ca filosof, este cunoscut pentru filosofia științei, ideile privind relația dintre legile percepției și legile naturii, știința esteticii, și ideile privind puterea civilizatoare a științei. O mare asociație de institute de cercetări din Germania, Asociația Helmholtz, îi poartă numele.

## Opere
Thermodynamik chemischer Vorgänge

## Citate
„Cel mai practic lucru e o teorie bună”.